# Ống dẫn sóng điện từ

Một ống dẫn sóng vô tuyến có thiết diện là hình chữ nhật

Trong điện từ học, thuật ngữ ống dẫn sóng được dùng để chỉ các cấu trúc để dẫn hướng cho sóng điện từ lan truyền từ giữa hai địa điểm định trước. Thuật ngữ này được sử dụng nhiều cho sóng radio và vi ba. Với tia hồng ngoại hay ánh sáng, thuật ngữ cáp quang được sử dụng nhiều hơn.
Các ống dẫn sóng có thể được cấu tạo từ các ống kim loại rỗng, hoặc từ các ống chất điện môi rỗng hoặc đặc. Các đường cáp điện như cáp đồng trục cũng có thể coi là các dạng của ống dẫn sóng.
Sóng lan truyền trong ống dẫn sóng, có thể coi là do bị phản xạ qua lại giữa các thành ống (phản xạ trên bề mặt kim loại hay phản xạ toàn phần trên bề mặt điện môi), khiến cho năng lượng sóng điện từ được dẫn truyền trong lòng ống.

## Lịch sử
Ống dẫn sóng đầu tiên được J. J. Thomson đề xuất vào năm 1893 và được O. J. Lodge kiểm nghiệm bằng thí nghiệm vào năm 1894; các nghiên cứu lý thuyết về các mode lan truyền của sóng trong lòng ống kim loại đã được Lord Rayleigh nghiên cứu vào năm 1897 .

## Các mode lan truyền
Sóng điện từ, ngoài việc thỏa mãn các phương trình Maxwell khi lan truyền, còn phải thỏa mãn các điều kiện biên trên bề mặt tiếp giáp với thành ống. Với ống có thành dẫn điện lý tưởng, các điều kiện biên này bao gồm:
- Điện trường vuông góc với bề mặt thành ống tại ngay sát bề mặt này.
- Từ trường song song với bề mặt thành ống tại ngay sát bề mặt này.

Hệ phương trình vi phân tạo bởi các phương trình Maxwell và các điều kiện biên trên có các hàm riêng ứng với các trị riêng khác nhau, chính là các mode lan truyền của sóng trong ống kim loại.
Các nghiệm này phụ thuộc bước sóng và trạng thái phân cực của sóng điện từ, cũng như hình dạng và kích thước của ống dẫn sóng. Theo phương vuông góc với chiều lan truyền, các mode ứng với các trạng thái sóng dừng khác nhau, phân bổ thành các cực đại và cực tiểu của dao động trên thiết diện ống. Các lớp nghiệm cơ bản (các mode) là:
- TE (điện trường ngang): không có điện trường hướng theo phương dọc đường lan truyền.
- TM (từ trường ngang): không có từ trường hướng theo phương dọc đường lan truyền.
- TEM (điện từ trường ngang): không có từ trường và điện trường hướng theo phương dọc đường lan truyền.
- Có từ trường và điện trường hướng theo phương dọc đường lan truyền.

Trong ống dẫn sóng kim loại rỗng, sóng TEM không tồn tại (vì nếu trường hợp này xảy ra thì các phương trình Maxwell cho thấy điện trường hoàn toàn bằng 0 và không có sóng điện từ). Tuy nhiên, sóng TEM có thể lan truyền trong cáp đồng trục.
Tại các mode lan truyền trên, tần số cộng hưởng (tức tần số mà tại dấy sóng có thể lan truyền mà ít bị hấp thụ) là hàm số phụ thuộc vào 2 số nguyên (thường ký hiệu là m và n) và các mode lan truyền ứng với các tần số này thường được ký hiệu với chỉ số dưới là các số nguyên này (TEm,n, TMm,n,...). Trong số các tần số này, có tần số thấp nhất được gọi là tần số tới hạn. Với sóng lan truyền trong ống kim loại có thiết diện là hình chữ nhật, tần số này ứng với mode TE1,0; trong ống kim loại có thiết diện là hình tròn, tần số này ứng với mode TE1,1.

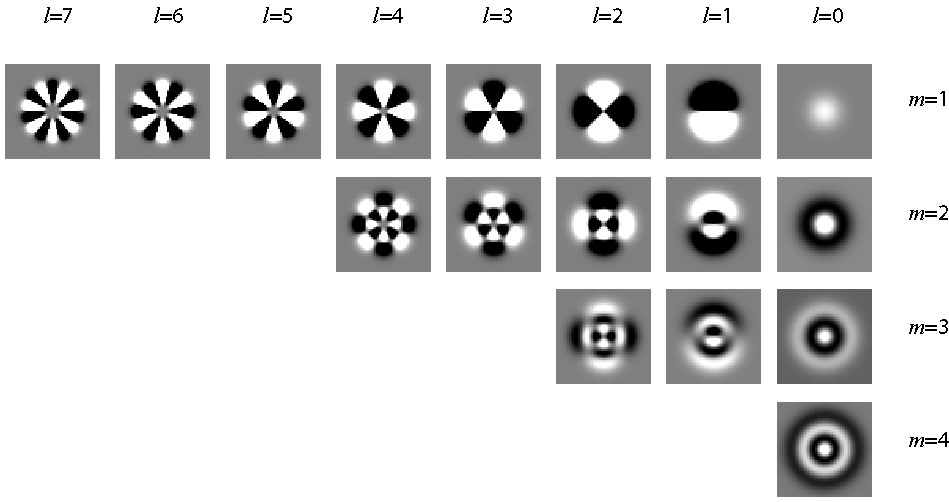
Các mode lan truyền trong cáp quang.

Trong ống dẫn sóng bằng điện môi đặc (như trong cáp quang), cũng có các mode lan truyền tương tự.

## Ứng dụng
Các ống dẫn sóng có thể được sử dụng để truyền dẫn năng lượng và thông tin mang bởi sóng điện từ trong các dải phổ như radio, vi ba hay ánh sáng.